# Bedenec
Bedenec är en ort i Kroatien.   Den ligger i länet Varaždin, i den norra delen av landet, 50 km norr om huvudstaden Zagreb. Bedenec ligger 244 meter över havet och antalet invånare är 818.
Terrängen runt Bedenec är kuperad åt sydväst, men åt nordost är den platt. Runt Bedenec är det ganska tätbefolkat, med 54 invånare per kvadratkilometer. Närmaste större samhälle är Ivanec, 4,2 km sydost om Bedenec. I omgivningarna runt Bedenec växer i huvudsak lövfällande lövskog.